# Liga Nacional de Futsal Argentina 2021
La Liga Nacional de Futsal Argentina 2021 es la tercera edición de este certamen, organizado por la Asociación del Fútbol Argentino. La competición se desarrolló en Rawson.
El torneo consagró campeón por primera vez en su historia a Barracas Central, que venció por 5 a 4 en la final en tiempo suplementario a Boca Juniors.

## Sistema de disputa
La Fase Final con 12 equipos se jugó en la ciudad de Rawson de la provincia de San Juan en la parte final del año. Los partidos se disputaron en el Microestadio del Complejo Deportivo y Cultural La Superiora. Fue en 3 zonas de cuatro equipos, los tres primeros y el mejor segundo se clasificaron a semifinales. Las semifinales y final se disputaron a un partido.

## Equipos participantes
Equipos del 
Gran San Juan

 Huarpes

 La Gloria

Equipos de 
Rosario

 Jockey Club

 Náutico

Equipos de 
CABA

Barracas 

Boca Juniors  

San Lorenzo 

Equipos de
Río Grande

ADEFU 

Camioneros 

| Equipo                                      | Ciudad                | Vía de Clasificación         |
| ------------------------------------------- | --------------------- | ---------------------------- |
| Club Atlético San Lorenzo de Almagro        | Buenos Aires          | Campeón Supercopa Argentina  |
| Club Atlético Boca Juniors                  | Buenos Aires          | Finalista 2021               |
| Club Atlético Barracas Central              | Buenos Aires          | Campeón Copa de Oro          |
| Club Banco Provincia                        | Mar del Plata         | Región Buenos Aires Interior |
| Club Atlético Argentinos del Norte          | San Miguel de Tucumán | Región Norte                 |
| Club Náutico                                | Rosario               | Región Centro                |
| Jockey Club                                 | Rosario               | Región Centro                |
| La Gloria                                   | San Juan              | Región Cuyo                  |
| Huarpes Fútbol Club                         | San Juan              | Región Cuyo                  |
| San Pedro                                   | Mendoza               | Región Cuyo                  |
| Academia Deportiva del Fuego                | Río Grande            | Región Patagonia             |
| Club Social Cultural y Deportivo Camioneros | Río Grande            | Región Patagonia             |

## Fase de grupos
En caso de igualdad en puntos, el primer criterio de desempate será el fair play, no diferencia de gol. 

### Grupo A

#### Tabla de posiciones
| Pos. | Equipo               | Pts. | J | G | E | P | GF | GC | DG  |
| ---- | -------------------- | ---- | - | - | - | - | -- | -- | --- |
| 1°   | Barracas Central     | 9    | 3 | 1 | 2 | 0 | 22 | 4  | 18  |
| 2°   | Huarpes              | 6    | 3 | 1 | 2 | 0 | 15 | 11 | 4   |
| 3°   | Náutico              | 3    | 3 | 1 | 2 | 0 | 8  | 14 | -6  |
| 4°   | Argentinos del Norte | 0    | 3 | 0 | 0 | 3 | 7  | 23 | -16 |

|  | Clasifica a semifinales.                  |
|  | El mejor segundo clasifica a semifinales. |

#### Resultados
| 15 de diciembre de 2022, 17:30 | Barracas Central | 7:2 (2:0) | Huarpes | Microestadio La Superiora, Rawson |  |

| 15 de diciembre de 2022, 19:15 | Argentinos del Norte | 4:5 (3:2) | Náutico | Microestadio La Superiora, Rawson |  |

| 16 de diciembre de 2022, 15:45 | Náutico | 1:6 (1:1) | Huarpes | Microestadio La Superiora, Rawson |  |

| 16 de diciembre de 2022, 17:30 | Barracas Central | 11:0 (7:0) | Argentinos del Norte | Microestadio La Superiora, Rawson |  |

| 17 de diciembre de 2022, 14:00 | Barracas Central | 4:2 (2:0) | Náutico | Microestadio La Superiora, Rawson |  |

| 17 de diciembre de 2022, 21:00 | Huarpes | 7:3 | Argentinos del Norte | Microestadio La Superiora, Rawson |  |

### Grupo B

#### Tabla de posiciones
| Pos. | Equipo          | Pts. | J | G | E | P | GF | GC | DG  |
| ---- | --------------- | ---- | - | - | - | - | -- | -- | --- |
| 1°   | ADEFU (f.p.)    | 5    | 3 | 1 | 2 | 0 | 8  | 3  | 5   |
| 2°   | Banco Provincia | 5    | 3 | 1 | 2 | 0 | 8  | 3  | 5   |
| 3°   | Camioneros      | 5    | 3 | 1 | 2 | 0 | 13 | 8  | 5   |
| 4°   | La Gloria       | 0    | 3 | 0 | 0 | 3 | 4  | 19 | -15 |

|  | Clasifica a seimifinales.                 |
|  | El mejor segundo clasifica a semifinales. |

#### Resultados
| 15 de diciembre de 2022, 14:00 | Camioneros | 2:2 (0:0) | ADEFU | Microestadio La Superiora, Rawson |  |

| 15 de diciembre de 2022, 21:00 | Banco Provincia | 5:0 | La Gloria | Microestadio La Superiora, Rawson |  |

| 16 de diciembre de 2022, 19:15 | Camioneros | 2:2 (0:2) | Banco Provincia | Microestadio La Superiora, Rawson |  |

| 16 de diciembre de 2022, 21:00 | ADEFU | 5:0 (1:0) | La Gloria | Microestadio La Superiora, Rawson |  |

| 17 de diciembre de 2022, 15:45 | Banco Provincia | 1:1 (1:0) | ADEFU | Microestadio La Superiora, Rawson |  |

| 17 de diciembre de 2022, 17:30 | La Gloria | 4:9 | Camioneros | Microestadio La Superiora, Rawson |  |

### Grupo C

#### Tabla de posiciones
| Pos. | Equipo       | Pts. | J | G | E | P | GF | GC | DG  |
| ---- | ------------ | ---- | - | - | - | - | -- | -- | --- |
| 1°   | San Lorenzo  | 9    | 3 | 3 | 0 | 0 | 15 | 3  | 12  |
| 2°   | Boca Juniors | 6    | 3 | 2 | 0 | 1 | 9  | 7  | 2   |
| 3°   | Jockey Club  | 1    | 3 | 0 | 1 | 2 | 7  | 10 | -3  |
| 4°   | San Pedro    | 1    | 3 | 0 | 1 | 2 | 6  | 17 | -11 |

|  | Clasifica a semifinales.                  |
|  | El mejor segundo clasifica a semifinales. |

#### Resultados
| 15 de diciembre de 2022, 12:15 | San Pedro | 0:9 (0:4) | San Lorenzo | Microestadio La Superiora, Rawson |  |

| 15 de diciembre de 2022, 15:45 | Boca Juniors | 3:2 (0:1) | Jockey Club | Microestadio La Superiora, Rawson |  |

| 16 de diciembre de 2022, 12:15 | San Pedro | 3:5 (0:2) | Boca Juniors | Microestadio La Superiora, Rawson |  |

| 16 de diciembre de 2022, 14:00 | San Lorenzo | 4:2 (2:2) | Jockey Club | Microestadio La Superiora, Rawson |  |

| 17 de diciembre de 2022, 12:15 | Jockey Club | 3:3 | San Pedro | Microestadio La Superiora, Rawson |  |

| 17 de diciembre de 2022, 19:15 | Boca Juniors | 1:2 (1:1) | San Lorenzo | Microestadio La Superiora, Rawson |  |

### Tabla de segundos
| Pos. | Equipo          | Pts. | J | G | E | P | GF | GC | DG |
| ---- | --------------- | ---- | - | - | - | - | -- | -- | -- |
| 1°   | Boca Juniors    | 6    | 3 | 2 | 0 | 1 | 9  | 7  | 2  |
| 2°   | Huarpes         | 6    | 3 | 1 | 2 | 0 | 15 | 11 | 4  |
| 3°   | Banco Provincia | 5    | 3 | 1 | 2 | 0 | 8  | 3  | 5  |

|  | Clasifica a semifinales. |

## Fase final

### Partidos de definición de puestos
Partido por el 11.° puesto.
| 18 de diciembre de 2022, 15:00                   | Argentinos del Norte | 7:5 | La Gloria | Microestadio La Superiora, Rawson |  |
| Argentinos del Norte se quedó con el 11.° puesto |                      |     |           |                                   |  |

Partido por el 9.° puesto
| 18 de diciembre de 2022, 17:00         | San Pedro | 2:4 | Jockey Club | Microestadio La Superiora, Rawson |  |
| Jockey Club se quedó con el 9.° puesto |           |     |             |                                   |  |

Partido por el 7.° puesto
| 18 de diciembre de 2022, 13:00     | Náutico | 5:1 | Camioneros | Microestadio La Superiora, Rawson |  |
| Náutico se quedó con el 7.° puesto |         |     |            |                                   |  |

Partido por el 5.° puesto
| 18 de diciembre de 2022, 15:00             | Huarpes | 0:6 | Banco Provincia | Microestadio La Superiora, Rawson |  |
| Banco Provincia se quedó con el 5.° puesto |         |     |                 |                                   |  |

### Cuadro de desarrollo
Las llaves se definieron por sorteo.
|  | Semifinales                                 | Semifinales  |                                             |   | Final | Final |
|  |                                             |              |                                             |   |       |       |
|  | 18 de diciembre – Microestadio La Superiora |              |                                             |   |       |       |
|  |                                             |              |                                             |   |       |       |
|  | San Lorenzo                                 | 0            |                                             |   |       |       |
|  | San Lorenzo                                 | 0            | 19 de diciembre – Microestadio La Superiora |   |       |       |
|  | Barracas Central                            | 4            |                                             |   |       |       |
|  | Barracas Central                            | 4            | Barracas Central (t. s.)                    | 5 |       |       |
|  | 18 de diciembre – Microestadio La Superiora |              | Barracas Central (t. s.)                    | 5 |       |       |
|  |                                             | Boca Juniors | 4                                           |   |       |       |
|  | Boca Juniors                                | Boca Juniors | 4                                           | 2 |       |       |
|  | Boca Juniors                                |              |                                             | 2 |       |       |
|  | ADEFU                                       | 0            |                                             |   |       |       |
|  | ADEFU                                       | 0            | Partido por el tercer puesto                |   |       |       |
|  |                                             |              |                                             |   |       |       |
|  | 19 de diciembre – Microestadio La Superiora |              |                                             |   |       |       |
|  |                                             |              |                                             |   |       |       |
|  | San Lorenzo                                 | 6            |                                             |   |       |       |
|  | San Lorenzo                                 | 6            |                                             |   |       |       |
|  | ADEFU                                       | 2            |                                             |   |       |       |

### Semifinales
| 18 de diciembre de 2022, 19:00        | San Lorenzo | 0:4 (0:0) | Barracas Central | Microestadio La Superiora, Rawson |  |
| Barracas Central clasificó a la final |             |           |                  |                                   |  |

| 18 de diciembre de 2022, 21:00    | Boca Juniors | 2:0 (2:0) | ADEFU | Microestadio La Superiora, Rawson |  |
| Boca Juniors clasificó a la final |              |           |       |                                   |  |

### Tercer puesto
| 19 de diciembre de 2022, 17:00         | San Lorenzo | 6:2 | ADEFU | Microestadio La Superiora, Rawson |  |
| San Lorenzo se quedó con el 3.° puesto |             |     |       |                                   |  |

### Final
| 19 de diciembre de 2022, 19:30       | Barracas Central | 5:4 (3:3, 1:2) | Boca Juniors | Microestadio La Superiora, Rawson |  |
| Barracas Central se consagró campeón |                  |                |              |                                   |  |

|                                      |
|                                      |
| Campeón Barracas Central 1.er título |

## Estadísticas
| Pos. | Equipo               |
| ---- | -------------------- |
| 1.°  | Barracas Central     |
| 2.°  | Boca Juniors         |
| 3.°  | San Lorenzo          |
| 4.°  | ADEFU                |
| 5.°  | Banco Provinicia     |
| 6.°  | Huarpes              |
| 7.°  | Náutico              |
| 8.°  | Camioneros           |
| 9.°  | Jockey Club          |
| 10.° | San Pedro            |
| 11.° | Argentinos del Norte |
| 12.° | La Gloria            |